# Podnoszenie ciężarów na Letnich Igrzyskach Olimpijskich 2004 – waga ciężka mężczyzn
Rywalizacja w wadze do 105 kg mężczyzn w podnoszeniu ciężarów na Letnich Igrzyskach Olimpijskich 2004 odbyła się 24 sierpnia Hali Olimpijskiej Nikea. W rywalizacji wystartowało 22 zawodników z 19 krajów. Tytułu sprzed czterech lat nie obronił Irańczyk Hosejn Tawakkoli, który tym razem nie startował. Nowym mistrzem olimpijskim został Rosjanin Dmitrij Bieriestow, srebrny medal wywalczył Ihor Razorionow z Ukrainy, a trzecie miejsce zajął kolejny Rosjanin - Gleb Pisariewski.
Pierwotnie drugie miejsce zajął Węgier Ferenc Gyurkovics, jednak po wykryciu w jego organizmie zabronionych substabcji został on zdyskwalifikowany, podobnie jak jego rodak - Zoltán Kovács. Zdyskwalifikowany za doping został także Ukrainiec Mykoła Hordijczuk, który pierwotnie zajął dziesiąte miejsce.

## Wyniki
| Pozycja | Zawodnik            | Reprezentacja      | Grupa | Waga   | Rwanie | Rwanie | Rwanie | Podrzut | Podrzut | Podrzut | Wynik |
| Pozycja | Zawodnik            | Reprezentacja      | Grupa | Waga   | 1      | 2      | 3      | 1       | 2       | 3       | Wynik |
| ------- | ------------------- | ------------------ | ----- | ------ | ------ | ------ | ------ | ------- | ------- | ------- | ----- |
| 1. !    | Dmitrij Bieriestow  | Rosja              | A     | 104,68 | 187,5  | 192,5  | 195,0  | 225,0   | 230,0   | 232,5   | 425,0 |
| 2. !    | Ihor Razorionow     | Ukraina            | A     | 104,60 | 185,0  | 190,0  | 190,0  | 230,0   | 230,0   | 235,0   | 420,0 |
| 3. !    | Gleb Pisariewski    | Rosja              | A     | 104,14 | 190,0  | 190,0  | 190,0  | 225,0   | 230,0   | 230,0   | 415,0 |
| 4       | Alexandru Bratan    | Mołdawia           | A     | 104,24 | 187,5  | 192,5  | 195,0  | 222,5   | 227,5   | 227,5   | 415,0 |
| 5       | Ramūnas Vyšniauskas | Litwa              | B     | 103,91 | 182,5  | 187,5  | 190,0  | 222,5   | 227,5   | 227,5   | 410,0 |
| 6       | Alan Naniyev        | Azerbejdżan        | B     | 104,34 | 190,0  | 190,0  | 195,0  | 220,0   | 220,0   | 227,5   | 410,0 |
| 7       | Matthias Steiner    | Austria            | A     | 104,35 | 182,5  | 182,5  | 182,5  | 222,5   | 230,0   | 230,0   | 405,0 |
| 8       | Aleksandr Urinov    | Uzbekistan         | B     | 102,22 | 180,0  | 185,0  | 190,0  | 210,0   | 215,0   | 215,0   | 400,0 |
| 9       | Michaił Audziejeu   | Białoruś           | B     | 104,93 | 175,0  | 180,0  | 185,0  | 215,0   | 225,0   | 225,0   | 400,0 |
| 10      | Andre Rohde         | Niemcy             | B     | 103,90 | 177,5  | 177,5  | 182,5  | 217,5   | 222,5   | 225,0   | 395,0 |
| 11      | Michel Batista      | Kuba               | B     | 103,96 | 175,0  | 177,5  | 182,5  | 207,5   | 212,5   | 215,0   | 395,0 |
| 12      | Tomáš Matykiewicz   | Czechy             | B     | 103,74 | 177,5  | 177,5  | 182,5  | 215,0   | 215,0   | 215,0   | 392,5 |
| 13      | Sam Nunuke Pera     | Wyspy Cooka        | B     | 104,82 | 130,0  | 135,0  | 140,0  | 165,0   | 170,0   | 175,0   | 305,0 |
| 14      | Eleei Lalio         | Samoa Amerykańskie | B     | 101,44 | 125,0  | 132,5  | 140,0  | 160,0   | 170,0   | 177,5   | 295,0 |
| —       | Akos Sandor         | Kanada             | B     | 104,92 | 162,5  | 162,5  | 162,5  | —       | —       | —       | —     |
| —       | Martin Tešovič      | Słowacja           | A     | 102,56 | 187,5  | 187,5  | 187,5  | —       | —       | —       | —     |
| —       | Said Saif Asaad     | Katar              | A     | 104,55 | 187,5  | 192,5  | —      | —       | —       | —       | —     |
| —       | Mohsen Beiranwand   | Iran               | A     | 104,02 | 180,0  | 180,0  | 180,0  | —       | —       | —       | —     |
| —       | Robert Dołęga       | Polska             | A     | 103,83 | 180,0  | 180,0  | 182,5  | —       | —       | —       | —     |
| —       | Ferenc Gyurkovics   | Węgry              | A     | 104,41 | 187,5  | 192,5  | 195,0  | 220,0   | 222,5   | 225,0   | DSQ   |
| —       | Mykoła Hordijczuk   | Ukraina            | B     | 102,54 | 185,0  | 192,5  | 192,5  | 210,0   | —       | —       | DSQ   |
| —       | Zoltán Kovács       | Węgry              | A     | 102,59 | 180,0  | —      | —      | —       | —       | —       | DSQ   |